# لذت سواری (فیلم ۲۰۰۱)
لذت سواری (به انگلیسی: Joy Ride) فیلمی محصول سال ۲۰۰۱ آمریکا به کارگردانی جان دال است. در این فیلم بازیگرانی همچون پل واکر، استیو زان، لیلی سوبیسکی، جسیکا بومن، استوارت استون، جیم بیور و جی هرناندس ایفای نقش کرده‌اند.

## داستان
لوئیس توماس (پل واکر) دانشجوی دانشگاه برکلی است و قصد دارد تا برای دیدار با ونا (لیلی سوبیسکی) که دوست دوران کودکی اوست به سفر برود اما مادرش در نامه‌ای از او خواسته تا با سپردن وثیقه برادر بزرگتر خود فولر (استیو زان) را آزاد کند. او برادر خود را آزاد می‌کند و به سفر می‌روند در بین راه به خرید یک رادیو و فرستنده کوچک برای سرگرمی خودشان اقدام می‌کنند. آن‌ها در بین راه بایک راننده مرموز تماس رادیویی برقرار می‌کنند وبا او به قصد شوخی صحبت می‌کنند لوئیس (پل واکر) با تقلید صدای زنانه با این راننده مرموز قرار ملاقات برای شب می‌گذارد و از او شامپاین صورتی می‌خواهد. راننده به اشتباه، به جای مراجعه به اتاق آن‌ها به اتاق کناری می‌رود ویک تاجر را که درهتل مستقر بود را می‌کشد از آن پس لوئیس وفولر متوجه این شوخی احمقانه خودشان می‌شوند و راننده مدام آن‌ها را تعقیب می‌کند تا آن‌ها را بکشد و…